# Leopold I-route
De Leopold I-route is een wandeling te Leopoldsburg die langs het erfgoed te Leopoldsburg loopt en vernoemd is naar Koning Leopold I van België, onder wiens koningschap het Kamp van Beverlo en uiteindelijk ook de stad Leopoldsburg tot stand kwam.
De route voert langs een aantal monumenten op het militair domein en in de stad, en wel:
- Het Karmelietessenklooster, waar de route start.
- Het paviljoen van de commandant van het kamp, uit 1879 en gerestaureerd in 1937, met daartegenover:
- Replica van een strohut, waar in de aanvangstijd 24 soldaten voor 40 dagen in werden ondergebracht en waarvan er honderden op het terrein stonden.
- Het monument voor de Korea-vrijwilligers, uit 1977. In 1950 werden bijna 4000 vrijwilligers voor deze oorlog opgeleid in het Kamp van Beverlo
- Het Paviljoen van de Commandant van de Genie, uit 1869, met op het dak een belvedère.
- De Belgische militaire begraafplaats van Leopoldsburg, ontstaan tijdens de Duitse bezetting in de Eerste Wereldoorlog, toen gewonde Duitse soldaten hier verpleegd werden en, indien ze overleden, hier begraven werden.
- De ijskelder uit 1837, ten behoeve van het paleis en het militair hospitaal. De heuvel, waarin de kelder van 80 m3 zich bevindt, werd bekroond door een paviljoen dat als belvedère dienstdeed. Tegenwoordig is de ijskelder in gebruik als overwinteringsplaats voor vleermuizen.
- Het Leopoldsburg War Cemetery bevat graven van militairen uit het Britse Gemenebest, gevallen tijdens de Operatie Market Garden.
- Een geodetisch punt uit 1851, boven op een aangelegde heuvel. Een steen toont het opschrift: Station Géodésique 1851.
- Het Koninklijk Park, van 40 ha, waarvan het noordelijk deel om het koninklijk paleis en de paviljoenen van de Minister van Oorlog en de generaals werd aangelegd; het zuidelijk deel, of vals park, was bestemd voor de onderofficieren. Het park bevat 12.000 bomen, waaronder vele exotische.
- De Zegeplaats of La place du canon, waar wedstrijden en parades werden gehouden als de koning kwam, en waar een monument is opgericht voor generaal Pierre Emmanuel Félix Chazal, die een rol speelde tijdens de Belgische Opstand.
- De Dreef der 7 zuchten (Avenue des soupirs), een romantisch laantje waar de soldaten afscheid van hun geliefden namen.
- Het Tacámbaro-monument, ter herinnering aan de Slag bij Tacámbaro (1865), waarbij ook twee Belgische bataljons (1500 militairen) betrokken waren.
- De voormalige bevoorradingsdiensten van het kamp (intendance), met bakkerij, wasserij, dienst der baden, slachterij, en magazijn voor stro.
- Het Centre d’Instruction Brancardiers Infirmiers, een kazerne uit 1935, waar de cibisten (opgericht door Edward Poppe) verbleven om tot verpleger te worden opgeleid.
- Het voormalig militair hospitaal, tegenwoordig Museum van het Kamp van Beverlo.
- Het neoclassicistische gemeentehuis uit 1856, met de Vrijheidslinde (1919).
- Beeldje van de marketentster.
- Hotel "Chemin de Fer", tegenwoordig Koffiehuis "Amalitos", was de basis van waaruit generaal De Schepper, tijdens de Duitse inval in België in 1914, een wekenlange guerrillastrijd tegen de Duitse troepen leidde.
- Het Station Leopoldsburg, uit 1878.
- De Sherman-tank vóór het Stationsgebouw herinnert sinds 1984 aan de Operatie Market Garden.
- De Onze-Lieve-Vrouw-Tenhemelopnemingkerk
- Het Postgebouw uit 1904 met daar tegenover het huis van de eerste burgemeester van Leopoldsburg.
- Het Hotel Au Prince Royal, waar prins Karel van België regelmatig op bezoek kwam.

## Externe bron
- Leopold I-route (pdf)